# Seznam českých, moravských a slezských šlechtických rodů

Znak zemí Koruny české

Tato stránka odkazuje na seznamy šlechtických rodů seřazených podle abecedy působících v jednotlivých zemích Koruny české. Příslušnost rodů k dané zemi je vázána především na držbu svobodného majetku jako jednoho z hlavních atributů šlechty.